# Jordskott
Jordskott, la forêt des disparus (Jordskott, prononciation : /juːɖskɔ⁠tː/) est une série télévisée dramatique suédoise en deux saisons et 18 épisodes de 58 minutes, créée par Henrik Björn et diffusée entre le 16 février 2015 et le 3 décembre 2017 sur SVT1.
En France et en Allemagne, la série est diffusée sur Arte depuis le 12 mai 2016. Au Canada, elle est diffusée sur ICI TOU.TV depuis le 17 octobre 2016. Néanmoins, elle reste inédite dans les autres pays francophones.

## Synopsis
Eva Thörnblad est négociatrice au sein des forces spéciales de la police de Stockholm. À la suite de la mort de son père, mais aussi de la disparition mystérieuse d'un jeune garçon, elle retourne dans la petite ville de Silverhöjd, où sa propre fille Joséphine a disparu sept ans plus tôt, sans que son corps ne soit jamais retrouvé. Convaincue qu'il existe un lien entre cette nouvelle disparition et celle de sa fille, Eva décide de reprendre l'enquête.

## Distribution
- Moa Gammel (VF : Sylvie Jacob) : Eva Thörnblad
- Göran Ragnerstam (sv) (VF : Gabriel Le Doze) : Göran Wass
- Ville Virtanen (VF : Arnaud Bedouet) : Harry Storm
- Peter Andersson (VF : Féodor Atkine) : Gustav Borén
- Vanja Blomkvist (sv) (VF : Denise Metmer) : Ylva
- Lia Boysen (sv) (VF : Anne Rondeleux) : Gerda Gunnarsson
- Johannes Brost (VF : Jacques Frantz) : Pekka Koljonen
- Richard Forsgren (sv) (VF : Jérémy Prevost) : Tom Aronsson
- Hans Mosesson (sv) (VF : Georges Claisse) : Olof Gran
- Henrik Knutsson (sv) (VF : Juan Lorca) : Nicklas Gunnarsson
- Ann Petrén (VF : Sylvie Feit) : Martina Sigvardsson
- Happy Jankell (sv) (VF : Alice Taurand) : Esmeralda
- Gustav Lindh (VF : Gauthier Battoue) : Jörgen Olsson
- Lars-Erik Berenett (sv) (VF : Dominique Paturel) : Johan Thörnblad
- Bengt Braskered (sv) (VF : Franck Capillery) : Pierre Hedman
- Marianne Sand Näslund (sv) : Anette Blom
- Alba August (VF : Leslie Lipkins) : Lina
- Felix Engström (sv) (VF : Serge Faliu) : Thomas Leander
- Ann-Sofie Rase (sv) (VF : Danièle Douet) : Jeanette
- Mira Gustafsson : Ida
- Jan Tiselius (sv) : Ebbe
- Christian Fiedler (sv) : Sture
- Louise Ryme (VF : Rafaèle Moutier) : Petra
- Nour El Refai (VF : Véronique Desmadryl) : Victoria
- Sara Turpin (sv) : Ann Kjellström
- Tellan Andersson : Tova Kjellström
- Per Graffman (sv) : Esbjörn Magnusson
- Stina Sundlöf : Skogsflickan
- Amie Vestholm : Josefine, 6 år
- Karin Bergquist (sv) : Anna-Lena Borén
- Andrea Edwards (sv) : Anette Blom
- Fredrik Lundqvist : rättsläkaren
- Tomas Laustiola (sv) : överläkaren
- Ulf Wallgren (sv) : nyhetsuppläsaren
- Johan Paulsen (sv) (VF : Thierry Garet) : Martin Dolk
- Valter Löfgren : Oscar Leander
- Matilda Ragnerstam (sv) : sjuksköterska
- Jan-Ivar Utas (sv) : Jeppe Bergman
- Zandra Andersson (sv) (VF : Dorothée Jemma) : Britta Lingvall
- Yohio (VF : Hugo Brunswick) : Linus
- Max Vobora (VF : Benjamin Bollen) : Eddie Olsson
- Anna Wallander (sv) : Stina Winter
- Veronica Dahlström : äldrevårdaren
- Mattias Fransson (sv) : Börje Dahlqvist
- Oldoz Javidi (sv) : sjuksköterska
- Bengt C.W. Carlsson (sv) : Albin
- Iwa Boman (sv) : advokaten
- Duncan Green (sv) : Frank Olsson
- Emil Almén (sv) : skyddsombudet
- Lovisa Farkas : tonårsflicka (fille)
- Sofia Skoog : tonårsflicka (fille)

 Source et légende : version française (VF) sur RS Doublageet sur DSD Doublage

## Production

### Développement
Le créateur Henrik Björn explique, au Festival Séries Mania en 2015, que l’idée de cette série vient de sa grand-mère lui racontant « des forces et créatures mythiques » lors de leurs balades en pleine forêt.

### Tournage
Toute équipe du tournage commence à filmer en été 2014 à Sala dans le comté de Västmanland et à Ragunda, une commune suédoise du comté de Jämtland.

### Musique
La musique de cette série télévisée, sortie en 2015, est composée par Erik Lewander et Olle Ljungman. L'actrice Moa Gammel y interprète deux chansons, Josefins Visa II et Josefins Visa.

### Fiche technique
- Titre original : Jordskott
- Titre français : Jordskott, la forêt des disparus
- Création : Henrik Björn
- Réalisation : Henrik Björn et Anders Engström
- Scénario : Henrik Björn, Alexander Kantsjö, Fredrik T. Olsson et Dennis Magnusson
- Direction artistique : Agustín Moreaux
- Décors : Pernilla Olsson et Jovanna Remaeus Jönson
- Costumes : Ingrid Sjögren
- Photographie : Kjell Lagerroos et Pelle Hallert
- Montage : Lars Gustafson, Martin Hunter, Anders Nylander et Simon Pontén
- Musique : Erik Lewander, Olle Ljungman et Iggy Strange-Dahl
- Casting : Tusse Lande
- Production : Filip Hammarström ; Henrik Björn, Johan Rudolphie et Börje Hansson (délégués)
- Sociétés de production : Palladium Fiction ; Actinvest, Kinoproduction et Sveriges Television (coproductions)
- Sociétés de distribution (télévision) : Sveriges Television (Suède) ; Arte (Allemagne et France)
- Budget : 8 800 000 euros (estimation)
- Pays d'origine :  Suède
- Langue originale : suédois
- Format : couleur 16:9 HD – son Dolby Digital 5.1
- Genre : drame, thriller, fantastique
- Durée : 58 minutes
- Dates de diffusion :
  - Suède : 16 février 2015 sur SVT1
  - France et Allemagne : 12 mai 2016 sur Arte
  - Canada : 17 octobre 2016 sur ICI TOU.TV

## Épisodes

### Première saison (2015)
1. Épisode 1 (Del I)
2. Épisode 2 (Del II)
3. Épisode 3 (Del III)
4. Épisode 4 (Del IV)
5. Épisode 5 (Del V)
6. Épisode 6 (Del VI)
7. Épisode 7 (Del VII)
8. Épisode 8 (Del VIII)
9. Épisode 9 (Del IX)
10. Épisode 10 (Del X)

### Deuxième saison (2017)
1. Épisode 11 (Del XI)
2. Épisode 12 (Del XII)
3. Épisode 13 (Del XIII)
4. Épisode 14 (Del XIV)
5. Épisode 15 (Del XV)
6. Épisode 16 (Del XVI)
7. Épisode 17 (Del XVII)
8. Épisode 18 (Del XVIII)

## Accueil

### Audiences
En France, à peu près 1 200 000 de téléspectateurs, soit 5,4 % de part d’audience, ont suivi les deux premiers épisodes en ce 12 mai 2016 sur Arte, dont précisément 1 194 000 pour la première soirée.

### Accueil critique
Martine Delahaye du journal Le Monde partage son point de vue : « On se réjouissait, au vu des deux premiers épisodes de Jordskott, de découvrir une nouvelle série noire nordique où, sous la trame du policier, poussaient de mystérieuses racines, des liens presque charnels avec la nature… Tout portait à pressentir qu’au-delà de l’enquête menée par l’inspectrice suédoise Eva Thörnblad (après la disparition d’enfants dans un village forestier), allait se dessiner un récit autour d’un enjeu très contemporain. Or au-delà de ses deux premiers volets, Jordskott, la forêt des disparus bascule par intermittence dans un mode fantastique qui, sans nous toucher ni même nous intéresser, nous a plongés dans un long et profond ennui. »

## Distinctions

### Récompenses
- Festival international des médias de Banff 2015 : Meilleure série télévisée pour la société de production Palladium Fiction
- Kristallen 2015 : Meilleure série télévisée pour la société de production Palladium Fiction

### Nominations
- Camerimage 2015 : Meilleur pilote de la série pour le photographe Pelle Hallert